# Rubus lettii
Rubus lettii är en rosväxtart som beskrevs av Rogers. Rubus lettii ingår i släktet rubusar, och familjen rosväxter. Inga underarter finns listade i Catalogue of Life.